# Corinne
Pour les articles homonymes, voir Corinne (homonymie).
Sauf précision contraire, les dates de cet article sont sous-entendues « avant l'ère commune », c'est-à-dire « avant Jésus-Christ ».
Corinne ou Corinna (en grec ancien Κόριννα / Kórinna) est une poétesse de la Grèce ancienne, située habituellement au VIe siècle av. J.-C. Selon les sources de l'Antiquité, comme Plutarque ou Pausanias, elle est née à Tanagra, en Béotie, où elle rivalise avec le célèbre poète thébain Pindare. Deux de ses poèmes nous sont parvenus sous forme de résumés, le reste des textes préservés provient de papyri du IIe siècle av. J.-C.

## Biographie traditionnelle
La date de naissance de Corinne est inconnue, mais on la fait souvent naître au mois de mai. Si Pindare a été son élève, on peut estimer qu'elle est née quelques années avant, en 552. Certains auteurs toutefois la situent au Ve  ou au IVe siècle av. J.-C. Pausanias dit qu'elle a gagné un concours de poésie contre Pindare, en l'honneur de quoi on lui a érigé une statue :

« Corinne, la seule qui ait fait des hymnes à Tanagre, a son tombeau dans l'endroit le plus apparent de la ville. Il y a dans le gymnase un tableau qui représente Corinne la tête ceinte de bandelettes, à cause de la Nikê pour l'ode qu'elle remporta à Thèbes sur Pindare. Je pense que le prix lui fut décerné tant à cause du dialecte qu'elle avait employé, qui était plus à la portée des Éoliens que le dialecte dorien dont Pindare se servait, qu'à cause de sa beauté ; car elle était la plus belle femme de son temps, s'il faut en juger par son portrait. »

On voit donc que la tradition attribue sa victoire à sa beauté et à l'utilisation du dialecte béotien — quand Pindare, lui, versifie en dorien. Élien dit qu'elle a défait Pindare à cinq reprises, ce qui a amené le grand poète thébain à l'appeler « truie ». Antipatros de Thessalonique la range parmi les « neuf muses terrestres », aux côtés de Sappho, Anytè ou encore Moïro.
Corinne écrit de la poésie lyrique chorale en dialecte béotien. On dit qu'elle a critiqué Pindare pour avoir introduit l'atticisme dans ses poèmes. Elle se concentre sur les mythes locaux et établit des parallèles entre le monde mythique et les comportements humains ordinaires. Selon Paul Albert, historien de la littérature, Ovide devrait une partie de son inspiration à Corinne : « Il avait parmi ses devanciers jusqu'à six modèles, appartenant tous, cela va sans dire, à l'école d'Alexandrie : Corinna, qui avait écrit des livres de Transformations (Ἑτερσίων βίϐλους) […] ».

## Recherches modernes
Beaucoup de spécialistes modernes ont contesté qu'elle ait été contemporaine de Pindare, et la situent à une date plus tardive. David Campbell, qui a édité une version moderne de ses fragments, s'appuyant sur l'orthographe béotienne des textes qui nous sont parvenus, pense qu'elle a vécu autour de -200, et que sa biographie traditionnelle, pleine de contradictions, a été façonnée plus tard. 
L’archéologue Peter Levi (1931-2000) s’est basé sur ses références mythologiques, historiquement tardives, et l'absence de sources contemporaines décrivant sa victoire sur Pindare, la situe également à une époque plus tardive que le VIe siècle av. J.-C. Par ailleurs, le fragment le plus récent de son travail date du IIe siècle av. J.-C.

## Fragment de la poésie de Corinne
| ἐπί με Τερψιχόρα [καλῖ καλὰ ϝεροῖ’ ἀϊσομ[έναν Ταναγρίδεσσι λε[υκοπέπλυς μέγα δ’ ἐμῆς γέγ[αθε πόλις λιγουροκω[τί]λυ[ς ἐνοπῆς. | « Terpischore me convie à chanter beaux récits pour les filles de Tanagra aux blancs péplos. Une grande joie est dans la ville, par le babil mélodieux de ma voix claire. » |

## Postérité

### Traductions
En 1904, Renée Vivien traduit Corinne dans son recueil Les Kitharèdes, qui regroupe des traductions de huit poétesses grecques.

### Littérature
La poétesse grecque Corinne fait l'objet d'une référence importante dans le roman Corinne ou l'Italie de Madame de Staël, paru en 1807 et dans lequel une jeune poétesse romaine du XIXe siècle adopte son nom comme pseudonyme afin de mener une vie d'artiste indépendante.

### Peinture
- Corinna of Tanagra, de Frederic Leighton, 1893, Leighton House Museum.
- Visionary Head of Corinna de la série Visionary Heads de William Blake, v.1820

### Art contemporain
- Corinne de Tanagra figure parmi les 1 038 femmes référencées dans l'œuvre d’art contemporain The Dinner Party (1979) de Judy Chicago. Son nom y est associé à Sappho[6],[7].

### Hommages
En 1994, le cratère vénusien Corinna a été nommé en son honneur.